# دانیل لارسون
دانیل لارسون (انگلیسی: Daniel Larsson؛ زادهٔ ۲۵ ژانویهٔ ۱۹۸۷) بازیکن سابق فوتبال اهل سوئد است که در پست وینگر بازی می‌کرد. او کار حرفه‌ای با هکن در سال ۲۰۰۲ آغاز کرد و در اسپانیا، دانمارک، ترکیه، یونان و قبرس بازی کرد و سپس در سال ۲۰۲۱ با آکروپلیس بازنشسته شد.
وی همچنین در تیم‌های ملی فوتبال زیر ۱۷ سال نروژ, زیر ۱۹ سال نروژ، و سوئد بازی کرده‌است.